# Bent
Bent är ett könsneutralt förnamn. Namnet kommer av det latinska Benedictus. 641 män har namnet i Sverige och 530 kvinnor. Flest som bär namnet är 216 män i Skåne och 318 kvinnor i Stockholm. Namnet är ett vanligt förekommande mansnamn i Danmark.

## Personer med namnet Bent/Bendt
- Bent Faurschou-Hviid, dansk motståndsman
- Bent Haller, dansk författare och grafiker
- Bent Helweg-Møller, dansk arkitekt
- Bent Jensen, dansk samhällsdebattör och professor
- Bendt Søborg Jørgensen, dansk agronom
- Bent A. Koch, dansk författare och redaktör
- Bent Larsen, dansk schackspelare
- Bent Mejding, dansk skådespelare
- Bent Warburg, dansk skådespelare
- Bent Åserud, norsk kompositör